# Ca l'Esparter (Anglés)
Ca l'Esparter es una obra del municipio de Anglés (provincia de Gerona, Cataluña, España) incluida en el Inventario del Patrimonio Arquitectónico de Cataluña.

## Descripción
Se trata de un gran edificio medieval de tres plantas, entre medianeras, cubierto con un tejado a dos aguas de vertientes a fachada y con una cornisa de dientes de sierra. En cuanto a su emplazamiento, se encuentra ubicado en el lado derecho de la calle mayor y responde a la tipología de casa gótica.
La planta baja destaca por los dos grandes portales adintelados de arco de medio punto con unas dovelas de grandes proporciones muy bien escuadradas. El portal que equivale al número 18 contiene un gran escudo perfilado en la clave de la bóveda y además es sensiblemente mayor en comparación al otro portal.
En cuanto al primer piso, este contiene dos magníficas ventanas de arco conopial con decoración lobulada, así como también guardapolvo, montantes de piedra y antepecho trabajado. Ambas difieren sobre la base de los motivos ornamentales que aglutinan. La ventana que corresponde al número 18 contiene una serie de motivos antropomórficos de cabezas humanas en las impostas o arranque del arco –parecidas a las que vemos en Cal Relllotger y en Cal Noi, también ubicados en la calle Mayor de Anglés-. La ventana del número 16 dispone de unos pequeños motivos a modo de rosetones o escudos, también a las impostas. En este mismo sector encontramos una ventana rectangular con dintel monolítico, montantes de piedra y antepecho trabajado, cuyo dintel recoge la fecha de 1565.
Finalmente, en el segundo piso, hay que destacar tanto la pequeña ventana de canecillos con montantes de piedra bien escuadrados como las dos arcadas de medio punto de tamaño reducido.

## Historia
Este centro era la residencia de la familia Olmera-Çarrovira. Los Olmera, familia noble al menos desde mediados del siglo XVI (1542), tuvieron un destacado protagonismo en Anglés durante un par de centurias cita. De hecho, la representación de la familia en el altar mayor de la iglesia de Sant Miquel de Anglés (altar sufragado por la familia) es una muestra de la importancia de los antiguos habitantes de esta casa. [1] Los Olmera-Çarrovira ostentaron el título de alcalde natural (que en algunos casos se transmitía por herencia) desde finales del siglo XVI hasta mediados del siglo XVIII (1732).
En este sector es donde habría uno de los tres portales que permitían acceder al castillo. Se le conocía como el portal de San Miguel y se encuentra perfectamente documentado. El portal quedó en desuso a partir del siglo XVI.